# Brindabella Airlines
Brindabella Airlines Pty Ltd war eine dem Verbund QantasLink angeschlossene australische Regionalfluggesellschaft mit Sitz in Canberra und Heimatbasis auf dem Flughafen Canberra. Im Dezember 2013 musste sie den Betrieb einstellen.

## Geschichte
Brindabella wurde 1994 als Geschäftscharter- und Mietfluggesellschaft gegründet und begann im gleichen Jahr mit dem Flugbetrieb. Zusätzlich führte die Gesellschaft einen Flugzeugwartungsbetrieb. Im Jahr 2000 wurde das Angebot um eine Flugschule erweitert und im April 2003 begann der regionale Linienflugbetrieb. Die Gesellschaft befindet sich im alleinigen Besitz von Lara Corry-Boyd und Jeffrey Boid. Brindabella erhielt 2005 und 2006 mehrere Auszeichnungen von Touristikverbänden und für innovative Geschäftsideen.
Im Dezember 2007 erhielt Bindabella zwei BAe Jetstream 41, welche seit 5. Mai 2008 auf den Strecken Newcastle-Port Macquarie, Coffs Harbour-Brisbane und Newcastle-Canberra eingesetzt wurden. Durch eine Vereinbarung mit der Civil Aviation Safety Authority (CASA) wurde Brindabella der ICAO-Code BRI zugeteilt, da Brindabella keinen offiziellen ICAO-Code besaß. 
2011 wurde bekannt, dass Brinabella plane mit Aeropelican Air Services zu fusionieren.  Am 24. Juni 2013 wurde der Betrieb von Aeropelican Air Services unter dem Namen von Brindabella fortgesetzt und die Flotte umlackiert.
Im Dezember 2013 stellte die Gesellschaft bis auf Weiteres den Betrieb ein und begab sich in Konkursverwaltung, nachdem die australische Flugaufsichtsbehörde CASA die Flotte der Gesellschaft wegen überfälliger Wartungsarbeiten stillgelegt hatte. Bereits im Monat zuvor mussten vier Flugzeuge aus demselben Grund vorläufig aus dem Verkehr gezogen werden, woraufhin Qantas ihre Kooperationsvereinbarung mit Brindabella aussetzte.

## Flugziele
Brindabella flog Albury, Canberra, Newcastle, Port Macquarie, Coffs Harbour und Brisbane an.

## Flotte
Mit Stand Juli 2013 bestand die Flotte der Brindabella Airlines aus zehn Flugzeugen.
- 3 BAe Jetstream 32
- 2 BAe Jetstream 41
- 5 Fairchild Swearingen Metro